# Битюков, Степан Павлович
Степан Павлович Битюков (22 декабря 1905 года — 17 января 1966 года) — советский государственный деятель. Председатель Верховного суда РСФСР в 1949—1957 годах; депутат Верховного Совета РСФСР 3-го и 4-го созывов.

## Биография
В 1917 году работал на лесозаготовках.
В 1922 году работал в милиции в качестве делопроизводителя, затем, через несколько месяцев, — секретарь в народном суде.
С 1926 по 1927 год работал народным судьёй в Режевском районе Свердловского округа.
В 1927 году призван в РККА, служил в учебном батальоне школы им. ВЦИК в Московском Кремле. Демобилизован в 1929 году.
С августа 1933 года последовательно занимал должности члена Дальневосточного краевого суда, старшего народного судьи в Комсомольске-на-Амуре.
В 1937—1943 годах — председатель Хабаровского краевого суда, с 1944 года — председатель Горьковского областного суда.
С января 1949 года — член Верховного Суда СССР, а с августа 1949 по 15 марта 1957 — Председатель Верховного Суда РСФСР.

## Награды
- Орден Трудового Красного Знамени (1945)
- Медаль «За доблестный труд в Великой Отечественной войне 1941-1945 гг.»
- Золотые именные часы (1955)